# Náhrdelník (seriál)
Náhrdelník je česko-německý televizní seriál režiséra Františka Filipa z roku 1992.

## Obsazení
- Libuše Šafránková – Josefína
- Alice Aronová – její dcera Hana
- Josef Abrhám – Filip Gahlmayer
- Friedrich von Thun – Ferdinand von Bruckner (dabing Eduard Cupák)
- Jana Šulcová – Luisa von Bruckner
- Gedeon Burkhard - Julius von Bruckner (dabing Lukáš Vaculík)
- Janette Rauch – Charlotte (dabing Taťána Medvecká)
- Ondřej Pavelka – její manžel, Seidenstucker
- Radovan Lukavský – otec Josefíny
- Ondřej Vetchý – Ervín Vranič
- Oldřich Vízner – poručík Červinka
- Radoslav Brzobohatý – Puttkamer, ředitel divadla
- Ivana Andrlová – Marie
- Jiří Kodet – Janninger, ředitel mnichovské opery
- Jiří Bartoška – Karl Otto Czenka

## Seznam dílů
1. Dobyvatel
2. Duplikát
3. Intrika
4. Svatba
5. Výměna
6. Talisman
7. Nový začátek
8. Rozhodnutí
9. Hurá, žijeme
10. Úpadek
11. Dopis
12. Návrat

Zajímavost:
Roli Julia ztvárnil německý herec Gedeon Burkhard, který je českým divákům známý ze seriálu Komisař Rex a z pohádky Šípková Růženka natočené v koprodukci SR/Německo. V seriálu Náhrdelník byl nadabován Lukášem Vaculíkem. V Komisaři Rexovi Lubošem Ondráčkem a pohádce Šípková Růženka Jakubem Saicem.